# Tomoki Wada
Tomoki Wada (和田 倫季 Wada Tomoki?), född 30 oktober 1994 i Hyōgo prefektur, är en japansk fotbollsspelare.
Wada började sin karriär 2013 i Vissel Kobe. Efter Vissel Kobe spelade han för Incheon United FC, Gwangju FC och Seoul E-Land FC.